# Kliważ

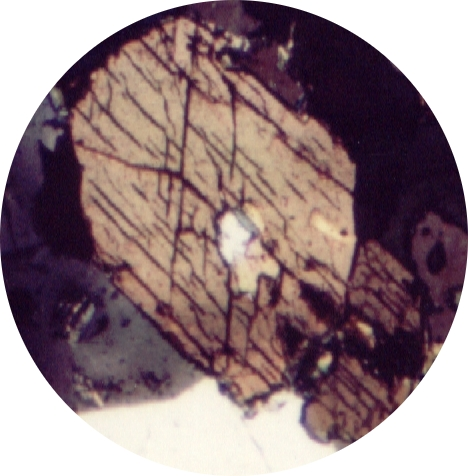
Syenit nefelinowy z Rio de Janeiro - wyraźny kliważ w obrębie żółto-zielonego amfibolu, obraz z mikroskopu polaryzacyjnego

Kliważ – gęste (do kilku cm) spękania seryjne skał o uporządkowaniu kierunkowym, występujące w zespołach.
Często spękania kliważowe nie są widoczne makroskopowo, tylko pod mikroskopem. Można wyróżnić ciągły, krenulacyjny, ołówkowy (pręcikowy), osiowy, spękaniowy.

## Zobacz
- łupkowatość
- złupkowacenie
- spękanie
- cios